# Ectòpia
Una ectòpia és un desplaçament o malposició d'un òrgan o una altra part del cos, que després es coneix com ectòpic o ectòpica (segons el gènere). La majoria de les ectòpies són congènites, però algunes poden aparèixer més tard en la vida.